# (119) Althaea
(119) Althaea – planetoida z pasa głównego asteroid okrążająca Słońce w ciągu 4 lat i 53 dni w średniej odległości 2,58 j.a. Została odkryta 3 kwietnia 1872 roku w Detroit Observatory w mieście Ann Arbor przez Jamesa Watsona. Nazwa planetoidy pochodzi od Altei postaci z mitologii greckiej.